# Heliaeschna fuliginosa
Heliaeschna fuliginosa är en trollsländeart som först beskrevs av Selys 1883.  Heliaeschna fuliginosa ingår i släktet Heliaeschna och familjen mosaiktrollsländor. IUCN kategoriserar arten globalt som livskraftig. Inga underarter finns listade i Catalogue of Life.